# ناحیه اربونی
ناحیه اربونی (ارمنی: Էրեբունի վարչական շրջան) یکی از ناحیه‌های دوازده‌گانه ایروان پایتخت ارمنستان می‌باشد که در جنوب شرق بخش مرکزی شهر واقع شده‌است؛ که از شمال با ناحیه‌های کنترون، نورک ماراش و نور نورک، از غرب با ناحیه شنگاویت، از جنوب با ناحیه نوباراشن و استان کوتایک و از شرق با استان کوتایک هم‌مرز است.

## خصوصیات
اربونی ۴۸٫۴۱ کیلومترمربع مساحت و ۱۲۲٬۵۰۰ نفر جمعیت دارد.

## ورزش

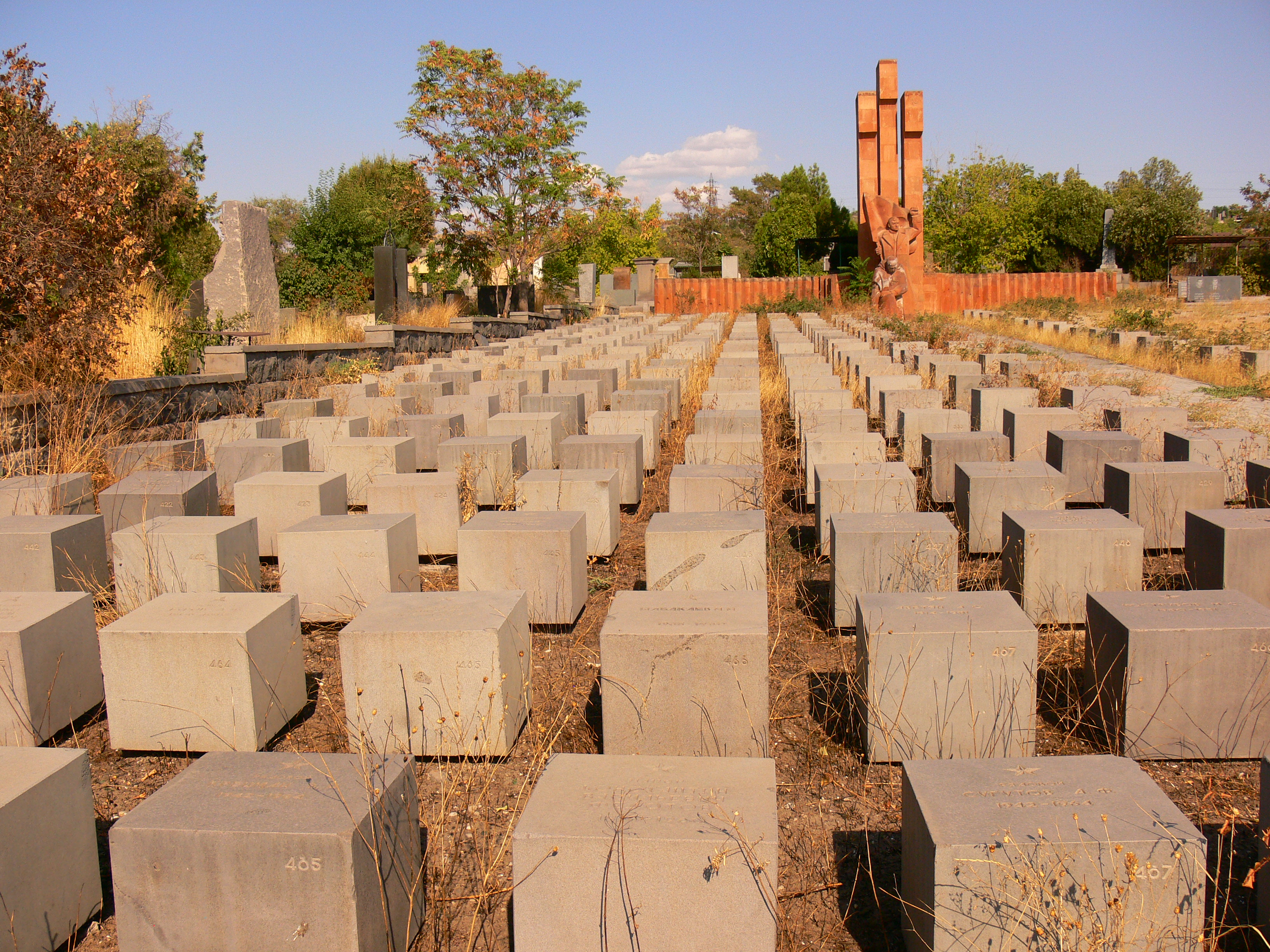
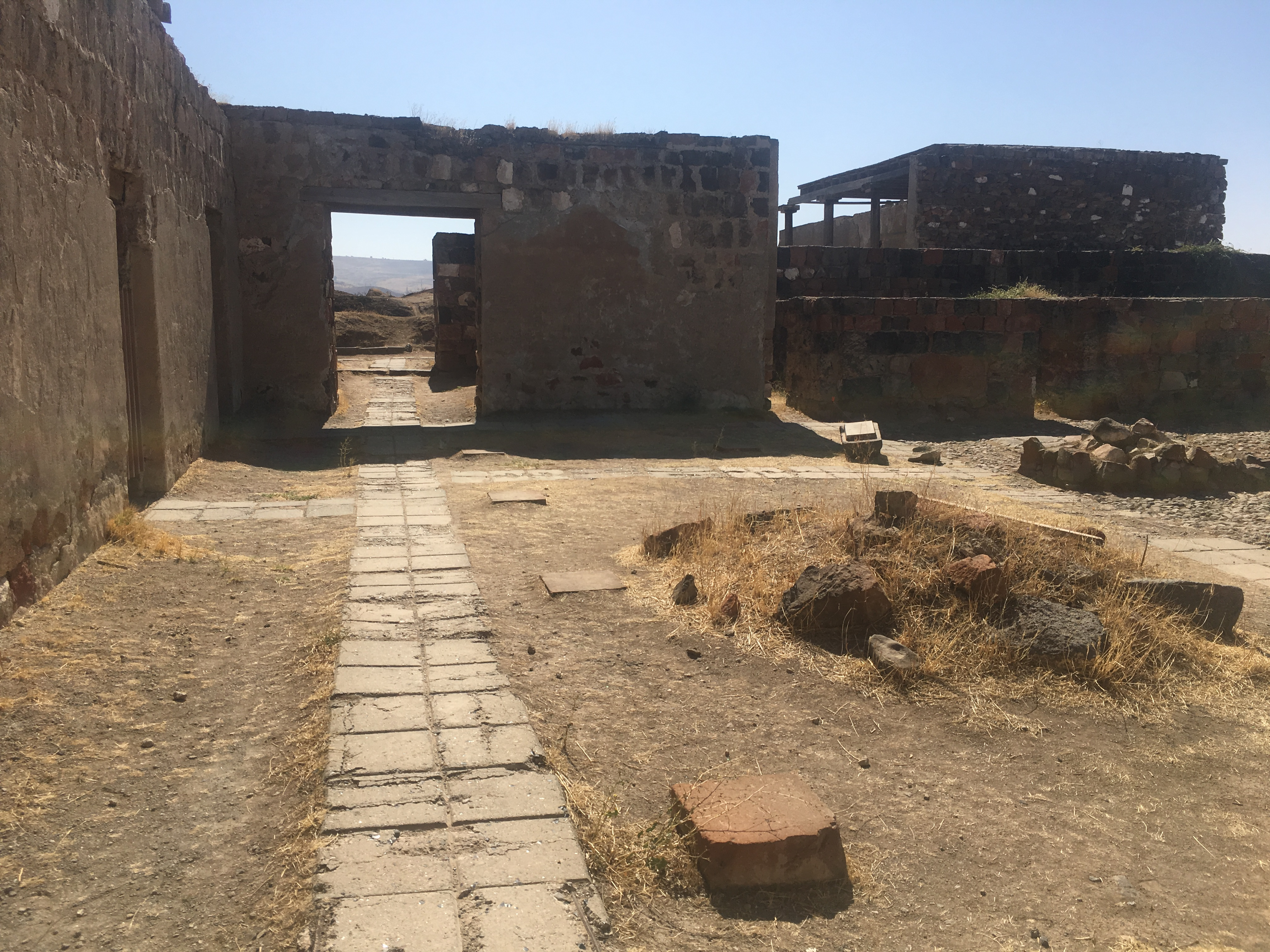
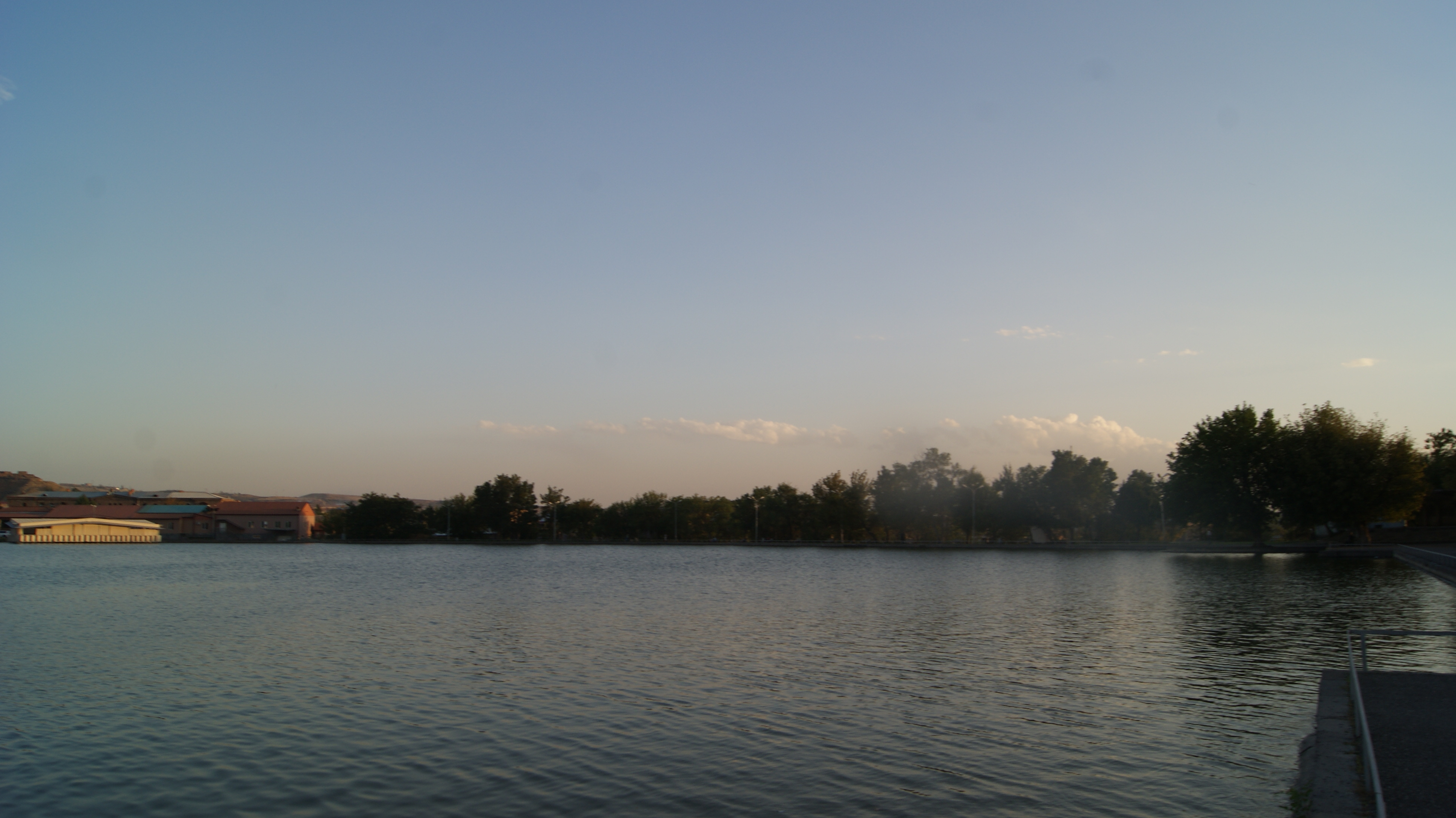